# 슬로 호시스
《슬로 호시스》(영어: Slow Horses)는 애플 TV+에서 2022년 4월부터 방영 중인 첩보 스릴러 드라마이다.

## 줄거리

### 개요
| 시즌 | 시즌 | 회수 | 방송 날짜        | 방송 날짜        |
| 시즌 | 시즌 | 회수 | 시즌 시작        | 시즌 종료        |
| ---- | ---- | ---- | ---------------- | ---------------- |
|      | 1    | 6    | 2022년 4월 1일   | 2022년 4월 29일  |
|      | 2    | 6    | 2022년 12월 2일  | 2022년 12월 30일 |
|      | 3    | 6    | 2023년 11월 29일 | 2023년 12월 27일 |
|      | 4    | 6    | 2024년 9월 4일   | 2024년 10월 9일  |

### 시즌 1 (2022)
슬로우 호스는 믹 헤론의 동명 소설 슬로우 호스을 원작으로 하며, 작가의 슬라우 하우스 시리즈 중 하나입니다. 이 작품은 경력을 끝장낼 실수를 저지른 영국 정보 요원들이 MI5의 폐기물 처리 부서인 슬라우 하우스에서 일하는 이야기를 담고 있다.
| 전체 번호 | 시리즈 번호 | 제목                 | 감독        | 작가                          | 본 방송 날짜    |
| --- | ----------- | -------------------- | ----------- | ----------------------------- | --------------- |
| 1 | 1           | "실패의 전염성"      | James Hawes | Will Smith                    | 2022년 4월 1일  |
| 스탠스테드 공항에서 진행된 실시간 훈련 중 동료가 저지른 중대한 실수(자책점)로 MI5 요원 리버 카트라이트는 MI5의 실책을 전담하는 부서인 슬라우 하우스로 강등되어, 알코올 중독자이자 사칭범인 잭슨 램이 이끄는 막다른 골목의 업무로 전락합니다. 램은 리버에게 극우 정치인 피터 저드와 로저 시몬즈와 연루된 기자 로버트 홉든에 대한 감시 임무를 맡깁니다. 리버는 동료이자 동료인 시도니 "시드" 베이커 역시 홉든에게 배정되어 카페에서 자신의 USB 플래시 드라이브 내용을 은밀히 복사하고 있다는 사실을 알게 됩니다. 리버는 놀랍게도 USB 드라이브를 리젠트 파크에 있는 MI5 본부에 전달하라는 지시를 받습니다. 홉든은 동료 기자들에게 연달아 전화를 걸어 "공격이 임박했다"는 정보를 입수했다고 주장합니다. 리버는 할아버지를 찾아가는데, 할아버지는 홉든의 이름이 영국 애국당의 유출된 기부자 명단에 오르자 블랙리스트에 올랐고, MI5를 자신의 문제 원인으로 지목했다고 밝힙니다. 리버는 MI5가 홉든을 조사하기 위해 슬라우 하우스를 이용하는 것은 위험이 존재하며, 그럴듯한 부인을 원하기 때문이라고 리버에게 경고합니다. 램의 오랜 조력자 캐서린 스탠디시는 알코올 중독자 익명 모임에 참석합니다. 영국계 파키스탄인 학생 하산 아흐메드는 극우 단체인 '앨비온의 아들들'에게 납치되고, 그들은 다음 날 해가 뜨자 '실시간 스트리밍'으로 그의 목을 베어버리겠다고 발표합니다. 리버는 슬라우 하우스를 떠나 추가 조사를 진행합니다. |             |                      |             |                               |                 |
| 2 | 2           | "퇴근 후 한잔"       | James Hawes | Will Smith                    | 2022년 4월 1일  |
| 하산의 납치범 모, 래리, 컬리, 제포는 런던의 한 테라스 지하에 그를 인질로 잡고 있으며, 시몬즈가 납치 사건의 배후라는 사실이 드러납니다. 홉든의 USB 드라이브를 리젠트 파크에 전달하기 전에 복사해 온 리버는 드라이브에 아무런 정보가 없다는 것을 깨닫고 라이벌 제임스 "스파이더" 웹을 조종하여 같은 사실을 확인하게 합니다. 스탠디시는 자신과 램의 전 동료였던 찰스 파트너의 죽음을 떠올리기 시작합니다. 슬라우 하우스의 사이버 전문가 로디 호는 홉든의 노트북이 에어갭되어 있어 해킹할 수 없다는 사실을 알게 되면서 모두의 의심은 더욱 증폭됩니다. 디애나 태버너 부국장은 슬라우 하우스의 또 다른 구성원인 제드 무디에게 접근하여 "비밀 작전"을 수행하도록 지시합니다. 슬라우 하우스의 다른 두 구성원, 민 하퍼와 루이자 가이는 퇴근 후 술집에서 만나 실패한 직장 생활을 한탄합니다. 리버와 시드는 홉든을 미행하기로 하지만, 홉든은 램의 팀에 소속되어 리버를 감시하는 임무를 맡았다고 고백합니다. 두 사람은 가면을 쓴 남자가 홉든의 집에 들어와 그를 쫓는 것을 목격하고, 홉든이 테르마이트로 하드 드라이브를 파괴했다는 사실을 알게 됩니다. 리버와 시드가 가면을 쓴 남자와 싸우는 동안 홉든은 탈출하고, 남자는 시드의 머리를 쏜 후 탈출합니다. |             |                      |             |                               |                 |
| 3 | 3           | "형편없는 첩보 기술" | James Hawes | Will Smith                    | 2022년 4월 8일  |
| 시드는 살아있지만 위독한 상태로 MI5 보안 요원들에 의해 병원으로 이송되고, 리버는 램에게 붙잡힙니다. 램은 시드를 탈옥시키고, 두 사람은 무디가 홉든을 죽이기 위해 파견된 총잡이라는 것을 알아냅니다. 무디는 슬라우 하우스로 돌아와 민과 루이자가 다시 들어오자 공격하지만, 난투극 중 계단에서 떨어져 목이 부러져 사망합니다. 램은 리젠트 파크에서 진행 중인 작전의 책임을 슬라우 하우스가 지게 될 것이며, 작전이 실패할 경우 소외될 것이라고 생각합니다. 태버너는 램을 만나 아흐메드가 파키스탄 군사 정보부 부사령관의 조카임을 밝힙니다. 그의 납치와 구출 계획은 태버너가 파키스탄과의 협력을 강화하고 극우 세력을 무력화하고 위협하기 위해 직접 계획한 허가받지 않은 거짓 깃발 작전입니다. 그녀는 납치를 조직한 알비온의 아들들과 연계된 요원이 있다고 주장하지만, 구출 작전도 도울 것이라고 합니다. 스탠디시가 파트너와의 관계와 그의 죽음을 통해 반역 혐의를 간신히 모면했다는 사실도 밝혀졌습니다. 홉든은 저드를 만나 하산의 납치가 함정이라는 정보를 공개하도록 설득하려 하지만, 오히려 질책을 받습니다. 컬리는 일반 전화기로 은밀하게 여러 통화를 하는 모습이 포착되어, 자신이 태버너의 첩자라고 암시합니다. 하산은 탈출을 시도하다가 모에게 위협을 받습니다. 태버너는 그에게 체면을 세울 기회를 주기 위해 램의 팀에게 자신의 부하에게 습격이 곧 시작될 것이라는 신호를 보내 하산과 함께 탈출할 수 있도록 합니다. 그와 리버, 민, 루이자는 집에 도착하지만, 들어가 보니 모의 참수된 시체 외에는 텅 비어 있습니다.       |             |                      |             |                               |                 |
| 4 | 4           | "면회 시간"          | James Hawes | Morwenna Banks                | 2022년 4월 15일 |
| 모(본명 앨런 블랙)가 태버너의 첩자였지만, 컬리에게 발각되어 살해당했다는 사실이 밝혀지고, 컬리는 제포, 래리, 하산과 함께 도망칩니다. 런던을 빠져나온 제포와 래리는 하산을 죽이려던 계획이 없었고, 그를 풀어줄 생각도 하지 않았다고 밝히며, 컬리의 변덕스러운 행동과 언행에 점점 더 우려하게 됩니다. 램과 그의 팀은 "개들"(MI5 보안 요원)이 도착하기 전에 부지에서 도망칩니다. 작전이 계획대로 진행되지 않아 슬라우 하우스가 비난받을 것을 알고 있기 때문입니다. 리버는 로디가 구금되기 전에 그를 구출하지만, 민과 루이자는 동료 스트루안 로이가 요원들에게 집에서 끌려가는 것을 막을 수 없습니다. 태버너는 스탠디시에게 여러 번 전화를 걸어 램이 파트너의 죽음에 연루되었다고 주장하며 그녀의 충성심을 뒤집지만, 스탠디시는 램이 그녀를 구출하러 왔을 때에도 여전히 그에게 충성합니다. 두 사람은 집을 나서던 중 제임스 웹과 보안 책임자 닉 더피에게 체포되어 램을 수색한 후 차에 태워집니다. 리젠트 파크로 가는 길에 스탠디시는 핸드백에서 글록 17을 꺼내 램과 함께 탈출합니다. 이 무기는 무디에게서 빼앗아 램이 그곳에 둔 것이었습니다. 실패한 작전의 여파를 알게 된 보안국 국장인 잉그리드 티어니는 미국에서 열린 국무부 회의에서 빠져나와 런던으로 돌아가며, 태버너는 미결 사건을 마무리할 시간을 거의 벌립니다. 태버너는 스트루안을 조종하여 램이 자신이 아닌 블랙과 관련된 가짜 작전의 배후에 있다는 거짓 증언을 하게 합니다.                                                                                          |             |                      |             |                               |                 |
| 5 | 5           | "낭패"               | James Hawes | Mark Denton & Jonny Stockwood | 2022년 4월 22일 |
| 팀이 재소집되었을 때, 리버는 태버너가 감시 훈련 중 블랙과 은밀히 만나는 모습을 사진으로 찍었던 것을 떠올립니다. 램은 더피의 차를 리젠트 파크로 "돌려보내고" 태버너와 이야기를 나누겠다고 요구합니다. 태버너는 기소 없이 해고될 수 있는 탈출구를 제시합니다. 또한 스탠디시를 위협하며 시드가 병원에서 사망했다고 말합니다. 램은 자신이 돌려보낸 차에 폭탄이 있다고 알려줍니다. 이를 통해 리버는 더피의 경호팀이 수사를 진행하는 동안 몰래 들어갈 수 있습니다. 리버는 웹을 찾아가 태버너가 스탠스테드 훈련 중 의도적으로 자신에게 잘못된 정보를 제공하도록 했다고 주장합니다. 블랙과 자신의 만남 사진이 있었기 때문입니다. 사진을 찾아 보안을 피한 후, 리버와 램은 태버너의 작전을 MI5 국장과 언론에 공개하겠다고 위협합니다. 스탠디시와 로디는 블랙이 이전에 사용했던 위장 신분과 연결되어 있는 알비온의 아들들이 사용하는 밴을 확인하고 추적을 시작합니다. 휘발유가 떨어지자 컬리는 여전히 아흐메드를 참수하고 체포에 저항하다 사망할 계획이라고 선언하지만, 제포는 블랙의 시체에서 몰래 훔친 권총을 꺼내 들고 지휘권을 장악합니다. 하산은 삼촌이 무사히 돌아오면 돈을 줄 수 있다고 말합니다. 연료를 보급한 후, 컬리는 제포의 무장을 해제하고 사살하여 다시 통제권을 되찾습니다. |             |                      |             |                               |                 |
| 6 | 6           | "풍자극"             | James Hawes | Will Smith                    | 2022년 4월 29일 |
| 태버너는 저드의 집에서 그와 마주치며, 홉든 방문 이후 극우 접촉자들에게 건 전화가 블랙의 죽음과 작전의 실패로 이어졌다고 밝힙니다. 미국에서 돌아온 티어니는 태버너가 작전에 대해 더 거짓말을 하자 모든 미제 사건을 해결하라고 명령합니다. 컬리는 래리와 하산을 총으로 겨누고 외딴 숲으로 데려가 참수를 집행합니다. 래리는 아메드를 풀어주고 도끼로 컬리를 공격하지만, 컬리는 도망치고, 그 덕분에 부상당한 컬리는 하산을 다시 붙잡을 수 있습니다. 래리는 하위치 항구에 도착하지만, 티어니의 명령으로 "개들"에게 총격을 당하고, 그들은 살해를 정당화하기 위해 그의 시체에 무기를 설치합니다. 컬리는 자신이 노르만인 성이라고 생각하는 곳 밖에서 하산을 죽일 준비를 합니다. 아메드는 이 성이 사실 어리석은 짓이라고 지적합니다. 램, 리버, 민, 루이자는 로디의 도움을 받아 그들의 위치를 추적합니다. 컬리와 리버는 짧은 총격전을 벌이다가 하산에게 돌멩이를 맞아 기절합니다. 개들이 도착하지만, 일등석과 이등석의 반대에도 불구하고 컬리를 죽이려는 시도를 막습니다. 결과가 성공으로 보이자, 로디는 리버에게 시드의 이름 흔적이 모두 지워졌다고 말하며, 그녀가 아직 살아 있을지도 모른다고 말합니다. 홉든은 더피에게 살해당합니다. 파트너가 전 MI5 국장이며, 외국 정보기관의 협박에 시달려 공식적으로 자살했다는 사실이 밝혀집니다. 램은 스탠디시에게 파트너가 절친한 친구였기에 총을 알고 있었고 제공했다고 말합니다. 회상 장면에서 램은 리버의 할아버지 데이비드 카트라이트의 명령에 따라 그를 살해하고 자살처럼 위장했습니다. |             |                      |             |                               |                 |

### 시즌 2 (2022)
| 전체 번호 | 시리즈 번호 | 제목                     | 감독            | 작가                          | 본 방송 날짜     |
| --- | ----------- | ------------------------ | --------------- | ----------------------------- | ---------------- |
| 7 | 1           | "Last Stop"              | Jeremy Lovering | Will Smith                    | 2022년 12월 2일  |
| 전직 현장 요원 리처드 보우, 일명 디키 보우는 냉전 시절 자신을 고문했던 한 남자를 알아보고 추적하다가, 철도 대체 버스에서 심장마비로 추정되는 사고로 사망합니다. 잭슨 램은 조사를 위해 좌석 밑에서 보우의 숨겨진 휴대전화를 발견하고, "매미"라는 메시지가 적힌 휴대전화를 슬라우 하우스 팀에 보내 수사를 의뢰합니다. 리버는 할아버지와 보우의 죽음에 대해 이야기를 나눕니다. 데이비드는 영국 사회에 깊이 뿌리내린 러시아 잠복 요원에 대한 "매미" 이론에 대해 논의합니다. MI5는 잠복 요원이 발견되지 않자 이를 허위 사실로 일축했고, 해당 프로그램의 배후로 지목된 알렉산더 포포프는 존재하지 않는다고 결론지었습니다. 데이비드는 리버에게 보우가 동베를린에서 무단 이탈했고, 망명한 것으로 추정되었지만, 술에 취해 돌아왔다고 말합니다. 보우는 포포프에게 납치되어 고문을 당했고, 포포프는 자신에게 브랜디를 강제로 먹였지만 해고되었다고 주장합니다. 데이비드는 보우의 죽음이 FSB의 소행이거나 음모와 관련이 있다는 리버의 주장을 일축하지만, 리버에게 조심하라고 경고한다. 민과 루이자는 웹에게 파견되어 영국 에너지 재벌 러시아 재벌의 대표이자 탈북자인 일리야 네프스키와 아르카디 파시킨이 글래스하우스에서 비밀리에 회동하는 동안 배경 경비를 맡는다. 호와 새로 온 셜리 댄더는 버스와 기차에서 CCTV 영상을 회수하는데, 보우가 쫓던 남자가 은밀하게 그를 독살한 후 코츠월드에 있는 스트라우드로 가는 기차를 탔다는 것을 보여준다. 리버는 램에게 접근하여 매미 음모에 대해 알고 있으며, 사건을 더 조사하기 위해 스트라우드로 갈 것이라고 밝힌다. |             |                          |                 |                               |                  |
| 8 | 2           | "From Upshott with Love" | Jeremy Lovering | Morwenna Banks                | 2022년 12월 2일  |
| 램은 전 KGB 요원이자 망명자인 니콜라이 카틴스키를 만난다. 그는 동베를린에 주둔했을 때 포포프가 소련 붕괴 후에도 매미 프로그램에 자금을 지원해 달라고 요구하는 것을 우연히 들었다고 주장한다. 포포프가 통화했던 안드레이 체르니츠키에 대한 그의 묘사는 보우를 죽인 사람과 일치한다. 리버는 스트라우드의 택시 운전사에게 뇌물을 주는데, 그 운전사는 체르니츠키를 업숏의 비행장과 비행 클럽으로 데려다주었지만, 거짓말을 하고 사람들이 찾으면 전화번호로 전화하라는 지시를 받았다고 밝힌다. 호는 전화의 출처를 에스토니아로 추적한다. 램은 타버너를 만나 그녀를 설득하여 리버를 위한 가짜 신분증과 위장 패키지를 마련하게 한다. 그런 다음 그는 리버를 만나 비행장과 그 소유주인 던컨 트로퍼를 조사하도록 지시한다. 태버너는 런던에서 벌어진 대규모 반자본주의 시위와 관련하여 현재 내무장관인 피터 저드와 협상 중입니다. 웹은 파시킨과의 회동 계획을 태버너에게 밝혔고, 태버너는 영국이 러시아 정부를 비판하는 네프스키에게 정보 요원의 접근을 금지하기로 모스크바와 합의했음에도 불구하고 마지못해 수락했습니다. 민과 루이자는 파시킨의 보안 요원인 피오트르와 키릴을 만났지만, 러시아 측은 그들이 어디에 머물고 있는지 거짓말을 했습니다. 민은 몰래 그들을 따라 에지웨어 로드에 있는 상업 지구로 돌아가지만, 피오트르가 그의 머리에 총을 겨누며 맞섰습니다. |             |                          |                 |                               |                  |
| 9 | 3           | "Drinking Games"         | Jeremy Lovering | Morwenna Banks                | 2022년 12월 9일  |
| 총기 위협은 농담이었고, 피오트르는 민에게 키릴과 함께 보드카를 마시자고 제안했습니다. 러시아인들은 친구가 방문하자 회의를 짧게 끝냈습니다. 이후 민은 술에 취해 자전거를 타고 집으로 돌아오던 중 차에 치여 사망했습니다. 민 역시 표적이 되었다고 생각한 램은 운전자 레베카를 조사하고 그녀가 이전에 블라디보스토크에 살았다는 사실을 알게 되었습니다. 그는 레베카를 찾아가 뇌물을 받았다고 고백했습니다. 민은 차에 치여 사망하지 않았고, 운전도 하지 않았습니다. 저드는 시위 당일 런던 시티에서 연설을 하고 있었습니다. 보안 강화를 위해 전술 및 보안 부대인 "도그스(Dogs)"의 리더인 닉 더피가 그와 동행할 예정이었지만, 그는 태버너에게 함께 가자고 요구했습니다. 신입 마커스 롱리지는 파시킨의 임무에서 민을 대신하여 루이자에게 자신이 도박 중독자이며, 그 때문에 슬라우 하우스에 배치되었다고 고백합니다. 호, 댄더, 스탠디시는 체르니츠키가 영국을 떠난 적이 없으며, 공항에서 에스토니아로 향하는 순회 공연 포크 밴드의 짐에 휴대전화를 숨겨 두었을 뿐이라고 추론합니다. 리버는 타임스의 기자라는 신분을 이용해 잠복 요원으로 의심되는 던컨 트로퍼의 딸 켈리와 친구가 됩니다. 그는 그녀를 통해 트로퍼와 그의 아내 알렉스가 런던에서 마을로 이주한 학생 급진주의자였다는 사실을 알게 됩니다. 가족은 그를 저녁 식사에 초대하고 방문 친구 레오를 소개합니다. 레오는 사실 체르니츠키입니다. |             |                          |                 |                               |                  |
| 10 | 4           | "Cicada"                 | Jeremy Lovering | Mark Denton & Jonny Stockwood | 2022년 12월 16일 |
| 레베카는 민이 피오트르와 키릴에게 공격당해 차에 치이고, 체르니츠키에게 살해당하기 직전에 죽음을 맞이했다고 회상합니다. 램은 카틴스키가 삼중 스파이로 연루되었음을 알게 됩니다. 그는 수십 년 전 망명한 것에 대한 어떠한 처벌도 받지 않는 조건으로 러시아를 지원하고 램의 주의를 돌리는 데 동의했습니다. 스탠디시는 파스킨과 웹의 만남을 주선한 중개자인 빅터 크리모프와 이야기를 나눕니다. 램은 크리모프가 파시킨이 네프스키의 대리인이라는 사실을 거짓말했고, 젊은 러시아인은 네프스키의 경쟁자일 가능성이 높다고 주장합니다. 댄더와 램은 네프스키의 집을 방문하여 그가 방사능 주사로 독살된 후 자살했다는 사실을 알게 됩니다. 루이자는 다용도 칼을 든 채 파시킨을 그의 호텔에서 만나 민의 죽음에 책임이 있다고 생각하며 그를 고문하려 합니다. 그녀는 롱리지에게 저지당합니다. 램은 파시킨이 심문에 저항할 수도 있으니 잠시 물러나 회의를 진행하라고 명령합니다. 그는 리젠트 파크로 향합니다. 체르니츠키는 트로퍼의 집을 떠나 리버에게 쫓기고, 리버는 비행장에서 사제 폭발물을 준비하고 있는 그와 카틴스키를 마주칩니다. 알렉스 트로퍼가 도착하여 카틴스키가 대학 친구라고 설명합니다. 그리고 그녀는 스턴건으로 리버를 무력화시켜, 그녀가 잠복 요원임을 드러냅니다. |             |                          |                 |                               |                  |
| 11 | 5           | "Boardroom Politics"     | Jeremy Lovering | Mark Denton & Jonny Stockwood | 2022년 12월 23일 |
| 알렉스가 이륙한 후, 카틴스키는 리버에게 비행기를 글래스하우스로 몰고 가겠다고 말합니다. 던컨과 켈리는 리버를 찾아 풀어주고, 리버는 알렉스의 진짜 정체를 그들에게 납득시킵니다. 리버는 "코드 9월"을 발령하고, 태버너는 저드를 로열 익스체인지와 글래스하우스 인근에서 연설하던 자리에서 대피시킵니다. 램은 더피를 협박하여 리젠트 파크의 기록 부서로 데려갑니다. 그는 카틴스키가 매미 프로그램의 배후에 있는 스파이 마스터이며 (의심을 피하기 위해 망명할 때 하급 관료로 가장함) 정보부 내 반역자를 조종했다고 추론합니다. 스탠디시는 체스에서 크리모프를 이기고, 웹 회의를 주선하기 위해 만난 사람이 파시킨이 아니라 카틴스키였다고 밝힙니다. 카틴스키는 램 팀에 참여를 특별히 요청했습니다. 파스킨과 웹의 글래스하우스 회동은 계획대로 진행됩니다. 그러나 대피 경보가 울리고 파슈킨이 총을 꺼냅니다. 루이자는 웹에게 파슈킨이 FSB 요원이며 네프스키를 죽였을 가능성이 높다고 설명합니다. 파슈킨은 웹을 쏘고 피오트르와 함께 탈출하여 요원들을 안에 가둡니다. 롱리지는 회의실에 숨겨둔 권총으로 키릴을 쏴 죽입니다. 호와 댄더는 체르니츠키를 추적하여 런던 중심부의 기차역으로 향하고, 대피가 진행되는 동안 그를 추격합니다. |             |                          |                 |                               |                  |
| 12 | 6           | "Old Scores"             | Jeremy Lovering | Will Smith                    | 2022년 12월 30일 |
| 루이자는 죽어가는 키릴을 심문하고, 파시킨과 그의 동료들이 글래스하우스가 대피하는 동안 네프스키의 계좌를 빼내려 했다는 사실을 알게 됩니다. 리버는 비행장에 남겨진 폭탄을 발견하고 공격이 조작임을 깨닫고 태버너에게 코드 셉템버를 철회하라고 전화합니다. 알렉스는 글래스하우스가 충분히 오랫동안 폐쇄되어 강도 사건이 발생하자 진로를 바꿔 상황을 진정시킵니다. 호는 리버에게 체르니츠키의 목적지가 그의 할아버지가 사는 턴브리지 웰스라고 알립니다. 체르니츠키는 기차에서 호를 매복 공격하지만, 댄더가 기차에 올라타 그와 싸우는 것을 도운 후, 체르니츠키는 탈출합니다. 램은 카틴스키에게 전화를 걸어 그가 가상의 러시아 정보국장 "알렉산더 포포프"라고 추측합니다. 카틴스키는 MI5에 있는 자신의 첩자 찰스 파트너에 대한 보복으로 램을 죽일 계획이었다고 밝힙니다. 램은 이미 이를 알고 있었고, 데이비드에게 파트너의 죽음에 공모한 자신이 또 다른 잠재적인 표적이 될 수 있다는 사실을 알렸습니다. 리버가 켈리와 함께 비행기를 타고 턴브리지 웰스에 도착했을 때, 데이비드는 이미 매복 공격을 가해 체르니츠키를 산탄총으로 사살한 후였습니다. 루이자와 롱리지는 글래스하우스를 탈출하려던 파시킨을 사살했는데, 그는 도중에 피오트르를 배신하고 죽였습니다. 카틴스키는 자신이 속았다는 것을 깨닫고 램을 부추겨 그를 죽이려 합니다. 램은 카틴스키의 리볼버에 총알 한 발만 남겨두고, 카틴스키는 자살합니다. 태버너와 저드는 9월호 코드 사기극에 대한 은폐 공작을 꾸며 보안 결함으로 몰아넣고 총리를 연루시켰습니다. 이로써 저드는 다음 지도자 선거에서 불리한 상황에 놓이게 되었습니다. 램은 태버너에게 다른 MI5 요원들과 함께 민의 명판을 세인트 레오나드 교회에 세워 달라고 요청했지만 거절당했습니다. 램과 슬로 호스는 교회에 침입하여 벤치 뒤에 민의 명판을 숨겼습니다. 슬라우 하우스의 나머지 사람들이 떠난 후, 램은 딕키 보우의 봉사를 기념하는 손으로 쓴 메모를 덧붙인다. 그리고 램이 떠나면서 메모는 바닥에 떨어진다. |             |                          |                 |                               |                  |

### 시즌 3 (2023)
| 전체 번호 | 시리즈 번호 | 제목                      | 감독           | 작가                          | 본 방송 날짜     |
| --- | ----------- | ------------------------- | -------------- | ----------------------------- | ---------------- |
| 13 | 1           | "Strange Games"           | Saul Metzstein | Will Smith                    | 2023년 11월 29일 |
| 숀 도노반과 앨리슨 던은 연인 사이이며 이스탄불에 주둔하는 영국 정보부 요원입니다. 어느 날 밤, 도노반은 던이 영국 대사관의 기밀 파일을 훔쳤다고 의심하며 그녀를 미행합니다. 도노반은 도시를 샅샅이 뒤지다가 던을 놓치고, 그 파일('발자국'이라고 적혀 있음)을 정체불명의 남자와 교환합니다. 도노반은 곧 살해된 던의 시신을 발견하고 슬픔에 잠깁니다. 1년 후, 슬라우 하우스에서 두 사람은 평소처럼 지루한 업무를 수행합니다. 퇴근 후 AA 모임에 참석한 스탠디시는 도노반(자신을 "존"이라고 부르며 AA 그룹원인 척)과 친구가 되어 카페로 갑니다. 도노반이 램 이야기를 꺼내자 불안해진 스탠디시는 몰래 빠져나가려 하지만 도노반이 이끄는 팀에게 납치됩니다. 다음 날, 느린 말들은 스탠디시의 이례적인 부재를 조사합니다. 셜리와 마커스는 스탠디시의 아파트로 가서 그녀가 집에 없다는 것을 알게 됩니다. 루이자는 스탠디시의 움직임을 카페까지 추적하다가 보안 카메라 케이블이 끊어진 것을 발견하고, 근처 지하도에서 스탠디시의 머리카락을 발견합니다. 슬라우 하우스에서 리버는 스탠디시의 머리에 총을 겨눈 사진과 "바비칸 다리, 1분 안 되면 죽는다"라는 문자 메시지를 받습니다. |             |                           |                |                               |                  |
| 14 | 2           | "Hard Lessons"            | Saul Metzstein | Will Smith                    | 2023년 11월 29일 |
| 리버는 아무에게도 메시지를 알리지 않고 바비칸 다리로 달려가 웹을 만난다. 그는 가족을 위협하는 납치범들을 대신하여 행동한다. 웹은 리버에게 정오(한 시간) 전에 MI5 본부에서 총리의 신원 조회 파일을 훔치라고 지시한다. 그러지 않으면 스탠디시가 죽게 될 것이다. 리버는 저격수의 레이저 표적이 웹의 가슴에 나타나기 전까지 자신이 장난의 희생자라고 의심한다. 리버는 시즌 2의 글래스하우스 사건에서 사라진 다이아몬드를 찾았다고 주장하며 공원에 입장한다. 한편, 루이자는 카페 주변을 계속 수색하며 버려진 차 한 대와 도노반의 연관성을 알아낸다. 램은 슬라우 하우스가 감시당하고 있음을 알아차린다. 셜리와 마커스는 감시자 중 한 명을 추적하지만, 그는 탈출한다. 램은 옛 동료 샘 채프먼을 만나 도노반이 민간 보안 회사에 고용되어 있다는 사실을 알게 된다. 공원에서 리버는 보안팀장 닉 더피를 피해 다른 보안팀장 홉스의 보안 출입증을 훔친 후 기록 부서로 서서히 침투합니다. 기록팀장 몰리 도란은 리버가 총리의 파일을 찾는 것을 돕지 않습니다. 램이 전화를 걸어 스탠디시가 실제로 위험에 처해 있지 않다고 말하며, 납치범들이 MI5 보안을 시험하기 위해 조직된 "호랑이 팀" 소속이라고 말합니다. 리버는 공원을 몰래 빠져나가지만, 나중에 더피와 그의 팀에게 붙잡힙니다. |             |                           |                |                               |                  |
| 15 | 3           | "Negotiating with Tigers" | Saul Metzstein | Will Smith                    | 2023년 12월 6일  |
| 리버는 더피에게 잔혹하고 보복적인 구타를 당하는데, 이는 도그스(Dogs)를 무능하게 보이게 한 것에 대한 복수입니다. 램은 스탠디시를 납치한 자들이 민간 보안 회사 치프틴(Chieftain)이라는 사실을 알게 됩니다. 치프틴은 내무장관 피터 저드가 MI5 보안의 약점을 드러내기 위해 고용한 "호랑이 팀"입니다. 저드는 작전의 명백한 성공을 이용해 티어니를 협박하여 MI5 보안을 민영화하고, 저드의 옛 학교 친구인 슬라이 몬테스가 운영하는 치프틴에 사업을 넘기게 합니다. 그러나 도노반이 반역을 일으켜 치프틴 요원 스터지스를 납치하고 스탠디시와 스터지스를 새로운 안전 가옥으로 데려가면서 몬테스는 상황을 통제할 수 없게 됩니다. 셜리와 마커스는 허가 없이 도노반의 아파트에 침입하여 그의 계획의 "2단계"에 대해 알게 됩니다. 바로 MI5의 음모론 기록인 그레이 북을 손에 넣는 것입니다. 두 사람은 아파트에서 경찰에 체포되자 MI5 신원 증명을 위해 램에게 전화를 걸어 결과를 보고하지만, 램은 그들의 무능함을 이유로 그들을 해고합니다. 램은 리버를 MI5에서 석방하고 루이자와 함께 치프틴의 본부로 보냅니다. 그곳에서 그들은 웹이 치프틴과 계속 협력해 왔다는 사실을 알게 됩니다. 몬테이스는 웹을 도노반에게 뇌물을 주고 스탠디시를 석방하도록 시키지만, 언쟁 끝에 도노반이 실수로 웹을 죽입니다. 램은 스탠디시를 석방하기 위해 고급 레스토랑에서 저드와 몬테이스가 저녁 식사를 하던 중 방해합니다. 도노반은 웹의 시신을 식당 밖에 버립니다. |             |                           |                |                               |                  |
| 16 | 4           | "Uninvited Guests"        | Saul Metzstein | Mark Denton & Jonny Stockwood | 2023년 12월 13일 |
| 티어니는 MI5에 대한 통제권을 다시 확보합니다. 그녀는 도노반이 스탠디시를 석방하는 대가로 그레이 북에 접근할 수 있도록 허용한 후 더피에게 체포되도록 할 계획입니다. 한편, 스터지스는 안전가옥에서 탈출하고, 도노반은 앨리슨 던의 형제인 벤과 사라와 함께 그녀의 죽음에 대한 정의를 위해 노력하고 있다고 밝힙니다. 스탠디시는 그들을 동정하며 찾고 있는 파일을 어디에서 찾을 수 있는지 알려줍니다. 한편, 리버는 기억 상실증에 시달리는 할아버지를 위로합니다. 로디는 안전가옥을 찾아 램과 함께 스탠디시를 구출하기 위해 출발합니다. 리버와 루이자는 도노반과 벤을 파일 저장 시설로 안내하고, 벤은 그레이 북이 계략이며 다른 파일을 찾고 있다고 밝힙니다. 도란과 대화한 후, 티어니는 공원의 누군가가 도노반이 찾을 수 있도록 시설 내부에 특정 파일을 숨겨두었다고 추론합니다. 더피는 치프틴 용병 팀을 지휘하고, 티어니로부터 파일이 유출되는 것을 막기 위해 시설 내부의 모든 사람을 죽이라는 명령을 받는다. |             |                           |                |                               |                  |
| 17 | 5           | "Cleaning Up"             | Saul Metzstein | Mark Denton & Jonny Stockwood | 2023년 12월 20일 |
| 티어니는 도노반의 정보원이었던 태버너와 대면합니다. 태버너는 도노반이 유출하도록 시설에 "풋프린트" 파일을 남겨두었는데, 그 파일에는 티어니의 몰락으로 이어질 불법 행위의 증거가 담겨 있었기 때문입니다. 몇 년 전, 그녀는 모든 컴퓨터를 무선으로 해킹할 수 있는 새로운 장치를 시험하기로 동의했습니다. 장치 고장으로 여러 명이 거의 죽을 뻔했고, 이 사고에 대한 유일한 보고서는 "풋프린트"에 저장되어 있었습니다. 앨리슨이 이 파일을 세상에 유출하려던 계획은 티어니에 의해 발각되었고, 티어니는 그녀를 죽이고 자살로 위장하기 위해 요원을 파견했습니다. 치프틴 요원들은 시설에 진입하여 외부에 함정을 설치할 준비를 합니다. 리버는 램에게 경고하고, 치프틴이 전화선을 끊기 직전 슬라우 하우스에 전화를 걸어 셜리와 마커스의 도움을 요청합니다. 셜리와 마커스는 무장하고 시설로 차를 몰고 갑니다. 리버와 루이자를 도우면 램이 자신들의 일자리를 되찾아 줄지도 모른다는 희망을 품고 있습니다. 치프틴 요원들이 건물을 급습하여 시설의 유일한 보안 직원인 더글라스를 붙잡고, 곧 더피에게 무자비하게 처형당합니다. 램은 던의 집에서 스탠디시를 만나 사라에게서 구해내지만, 스터지스와 홉스가 도착하여 집에 있는 모든 사람을 죽이라는 명령을 내립니다. 리버, 루이자, 벤, 도노반은 치프틴의 공격에 저항하고 "발자국" 파일을 찾아내지만, 벤은 사망합니다.                                                                               |             |                           |                |                               |                  |
| 18 | 6           | "Footprints"              | Saul Metzstein | Will Smith                    | 2023년 12월 27일 |
| 홉스와 스터지스는 던 가문을 습격하지만, 램에게 발각되어 집에 부비트랩을 설치합니다. 사라는 짧은 몸싸움 끝에 스터지스를 목 졸라 죽이고, 램은 홉스를 죽입니다. 로디는 영웅적인 구출 작전을 시도하지만, 집 옆면을 뚫고 버스가 돌진해 버려 도움을 줄 수 없습니다. 도노반은 자신을 희생하여 리버와 루이자가 "풋프린트" 파일을 가지고 파일 저장 시설에서 탈출할 수 있도록 돕고, 셜리는 더피의 계획된 매복 공격에서 그들을 구출합니다. 마커스는 주먹다짐에서 더피를 물리치고, 루이자는 더피의 머리에 돌멩이를 던집니다. 램은 스탠디시에게 그녀의 영웅인 찰스 파트너가 자신을 이용한 배신자였으며, 이로 인해 큰 충격을 받은 스탠디시가 슬라우 하우스에서 사임하게 되었다고 말합니다. 리버는 "풋프린트" 파일을 할아버지에게 가져가지만, 할아버지는 MI5의 평판이 손상될까 봐 파기합니다. 이를 예상한 리버는 이미 복사본을 만들어 유출합니다. 그 여파로 티어니와 저드는 사임하게 된다. |             |                           |                |                               |                  |

### 시즌 4 (2024)
| 전체 번호 | 시리즈 번호 | 제목                       | 감독         | 작가                                       | 본 방송 날짜    |
| --- | ----------- | -------------------------- | ------------ | ------------------------------------------ | --------------- |
| 19 | 1           | "Identity Theft"           | Adam Randall | Will Smith                                 | 2024년 9월 4일  |
| 로버트 윈터스가 런던의 웨스테익스 쇼핑몰에서 자살 폭탄 테러를 감행합니다. 윈터스가 테러를 자백하는 영상을 공개한 후, 경찰은 그의 아파트에 침입하지만 세 명이 부비트랩에 맞아 사망합니다. 리버는 루이자에게 할아버지 데이비드가 알츠하이머병을 앓고 있으며 편집증에 시달리고 있다고 고백합니다. 루이자는 데이비드가 어린 시절 리버를 돌보았던 것처럼 리버에게도 데이비드를 돌보라고 권합니다. 한편 마커스는 도박 중독에서 벗어나기 위해 고군분투하고, 로디는 여자친구가 있다고 주장하며, 스탠디시는 유능해 보이는 모이라 트레고리안으로 교체되고, 외상 후 스트레스 장애(PTSD)를 앓고 있는 JK 코는 슬라우 하우스에 합류합니다. 데이비드의 집에 밤이 되자 리버라고 주장하는 남자가 나타납니다. 데이비드는 그를 총으로 쏴 죽이고 도망칩니다. 램은 새로운 독스(Dogs) 사령관인 에마 플라이트에게 리버의 시신을 확인해 달라는 요청을 받고, 램은 시신을 확인하지만, 시신이 리버가 아니라는 것을 깨닫습니다. 램은 스탠디시를 그녀의 아파트에서 만나, 리버가 데이비드를 그곳에 머물도록 마련했다는 사실을 알게 된다. 리버는 프랑스에 있으며 택시 뒷좌석에 타고 있는 모습이 그려진다. |             |                            |              |                                            |                 |
| 20 | 2           | "A Stranger Comes to Town" | Adam Randall | Will Smith                                 | 2024년 9월 11일 |
| 데이비드가 쏜 남자가 버트랜드라는 암살자라는 사실을 알게 된 리버는 데이비드를 스탠디시의 아파트에 숨기고 버트랜드의 신분을 사칭하여 프랑스 라방드로 가서 수사를 진행합니다. 램은 팀에게 리버가 살아 있다는 사실을 알리고, 정신이 쇠약해진 데이비드에게 왜 프랑스에 적이 있는지 추궁하지만 실패합니다. MI5 분석가 지티 라만은 로버트 윈터스가 MI5가 조작한 가짜 신원인 "차가운 시체"라는 사실을 알아냅니다. 태버너는 증거를 인멸하고 새로 부임한 일선 데스크 클로드 웰런을 협박하여 은폐 공작에 동참하게 합니다. 리버는 단서를 따라 외딴 저택인 레 아르브르로 향하고, 윈터스와 버트랜드 모두와 연루된 의문의 남자에게 거의 죽을 뻔합니다. 리버는 다른 남자에게 구출되고, 그 남자는 엽총 개머리판으로 그를 기절시켜 포로로 잡습니다. |             |                            |              |                                            |                 |
| 21 | 3           | "Penny for Your Thoughts"  | Adam Randall | Morwenna Banks                             | 2024년 9월 18일 |
| 리버는 베르트랑의 어머니에게 포로로 잡혀 있는데, 그녀는 베르트랑의 아버지 프랭크 하크니스가 레 아르브르에서 여러 아들을 다른 어머니에게서 키웠으며, 아들의 죽음에 대해 하크니스를 비난한다고 밝힙니다. 폭도들이 리버를 베르트랑으로 착각하고 죽이려 하지만, 리버는 탈출에 성공합니다. 플라이트는 데이비드의 위치를 알려주는 램을 심문합니다. 스탠디시는 플라이트에게서 데이비드를 성공적으로 숨겨주지만, 당황한 데이비드는 도망칩니다. 웰런은 태버너의 등 뒤에서 MI5의 차가운 시체를 조사하기 위해 지티를 모집합니다. 램은 트레고리안에게서 데이비드의 자금 담당자 샘 채프먼이 30년 전 라벤더에서 시간을 보냈다는 사실을 알게 되고, 하크니스는 암살자 패트리스에게 채프먼을 죽이라고 보냅니다. 램은 마커스와 셜리의 도움을 받아 채프먼을 구출하지만, 패트리스는 탈출합니다. |             |                            |              |                                            |                 |
| 22 | 4           | "Returns"                  | Adam Randall | Mark Denton & Jonny Stockwood              | 2024년 9월 25일 |
| 채프먼은 램에게 30년 전 데이비드가 자신을 레 아르브르로 보내 그곳에서 활동하던 용병 집단에 총기, 돈, 그리고 "콜드 바디" 신원을 제공하는 대가로 여자를 달라고 했다고 말합니다. 하크니스의 고용주들은 채프먼과 데이비드를 제거하여 웨스테커스 사건에 연루된 사실을 은폐하지 않으면 그를 죽이겠다고 위협합니다. 램은 데이비드가 지금은 고급 호텔이 된 옛 MI5 본부에 갔다고 추측하고, 도그들이 도착하기 전에 그를 구출합니다. 국외 도주를 시도하던 채프먼은 데이비드의 행방을 밝히기를 거부하다가 패트리스에게 발각되어 살해됩니다. 웰런은 리버가 베르트랑의 콜드 바디 신원을 이용해 프랑스로 갔다는 사실을 알게 됩니다. 런던으로 돌아온 리버는 도그들에게 쫓기다가 데이비드의 집으로 도망칩니다. 그곳에서 그는 어머니가 레 아르브르와 관련이 있을 수 있다는 사실을 알게 되고, 플라이트에게 발각됩니다. |             |                            |              |                                            |                 |
| 23 | 5           | "Grave Danger"             | Adam Randall | Mark Denton & Jonny Stockwood & Will Smith | 2024년 10월 2일 |
| 데이비드는 램과 스탠디시에게 레 아르브르에서 몰래 빼낸 여자가 자신의 딸—리버의 어머니—였으며, 하크니스가 태어날 때부터 훈련받은 "부인 가능한 암살단"을 만드는 데 사용한 돈, 무기, 가짜 신분을 대가로 그녀를 받았다고 밝힙니다. 램은 채프먼의 실종 사건을 조사하기 위해 떠나고, 스탠디시에게 데이비드를 슬라우 하우스로 데려가라고 합니다. 트레고리안은 호에게서 웰런이 자신도 모르게 자신이 매춘부를 방문한다는 증거를 찾았다는 이유로 그녀를 슬라우 하우스로 보냈다는 사실을 알게 됩니다. 코는 호에게 그의 "여자친구" 킴이 사실은 봇이라고 말합니다. 리버는 플라이트를 설득하여 레 아르브르에서 가져온 하크니스 일행의 사진을 파크로 보내도록 합니다. 지티는 하크니스가 횡령과 고문 등의 혐의로 해고된 전직 특수부대 및 CIA 요원이라는 사실을 알게 됩니다. 웰런과 태버너는 하크니스 아들들의 시체가 담긴 신원을 전 세계에서 발생한 여러 차례의 암살 사건과 연결 짓고 은폐 공작을 꾸민다. 하크니스는 몰리의 아파트에 침입하여 리버를 공원으로 데려가는 개들의 호송대를 추적하기 위해 보안 신분증을 요구하고, 패트리스에게 도주를 지시한다. 패트리스는 개 네 마리를 사살하고 플라이트를 의식불명 상태로 만든 후 리버를 납치한다. |             |                            |              |                                            |                 |
| 24 | 6           | "Hello Goodbye"            | Adam Randall | Will Smith                                 | 2024년 10월 9일 |
| 리버는 하크니스를 만나러 가는데, 하크니스는 리버가 자신이 자신의 친아버지라고 의심하는 것을 확인해 준다. 하크니스는 리버를 자신의 조직에 합류하도록 훈련시키겠다고 제안하지만 리버는 재빨리 거절한다. 루이자와 플라이트와 동시에 개들이 리버의 위치에 모인다. 하크니스는 리버의 스웨트셔츠에 실탄을 넣는다. 루이자는 물에 던져 폭발시키지만 하크니스는 혼란 속에서 탈출한다. 리버는 추격대를 이끌고 기차역으로 향하고, 하크니스는 그곳에서 체포된다. 한편 램은 채프먼이 비행 자금을 찾으러 간 곳에서 그의 시체를 발견한다. 채프먼의 휴대전화를 가지고 있는 패트리스는 트레고리안이 채프먼에게 남긴 메시지를 듣는다. 메시지에는 데이비드가 슬라우 하우스에서 안전하다는 내용이 담겨 있다. 패트리스는 슬라우 하우스를 침공하여 마커스를 죽인 후 셜리에게 맞고 돌아온 램에게 제압당한다. 코는 셜리가 패트리스를 죽이지 못하도록 설득한 후 직접 총으로 쏴 죽인다. 하크니스는 MI5와 다른 보안 기관들이 수년간 자신의 용병 집단을 고용하여 목표물을 살해하도록 했다는 사실을 폭로하겠다고 협박하며 그의 석방을 협상합니다. 몰리의 집에는 웰런과 다른 기관장들에게 보낸 편지가 남겨져 있었고, 이 편지들은 그가 체포된 후 24시간 이내에 온라인에 업로드될 예정이었습니다. 리버는 데이비드를 자신의 의사와는 반대로 요양원에 보내게 하고, 램은 데이비드를 침묵 속에 술 한 잔 하자고 초대합니다. |             |                            |              |                                            |                 |